# Приватне життя Піппи Лі
«Приватне життя Піппи Лі» (англ. The Private Lives of Pippa Lee) — американська романтична кінокомедія 2009 року, знята режисером Ребеккою Міллер на кіностудії.

## Сюжет
Вік не є перешкодою для щасливого шлюбу. Але коли твоєму чоловікові стукнуло 80, а ти переживаєш другу молодість, і здається, що життя минає, хоч-не-хоч, порушиш свою репутацію зразкової домогосподарки. Піппа Лі знаходиться на межі нервового зриву після того, як її чоловік похилого віку йде у відставку, і вони змушені переїхати в тихе передмістя. А хто хоче просто так сидіти та чекати своєї старості? І ось жінка, що викликає загальне захоплення, прекрасна і привітна господиня, віддана дружина і дбайлива мати, починає вести веселе життя, не гидуючи випивкою, наркотиками та випадковими еротичними пригодами.

## У ролях
- Робін Райт — Піппа Лі
- Майк Байндер — Сем Шапіро
- Алан Аркін — Херб Лі, відомий видавець
- Вайнона Райдер — Сандра Даллес
- Раян Макдональд — Бен Лі
- Корнеліус Вест — Дон Секстон
- Марія Белло — Сакі Саркіссян
- Арні Бертон — лікар
- Тім Гіні — Дез Саркісян
- Зої Казан — Грейс Лі
- Ширлі Найт — Дот Надю
- Кіану Рівз — Кріс Надю
- Блейк Лайвлі — роль другого плану
- Моніка Беллуччі — Жіжі Лі
- Джуліанн Мур — роль другого плану
- Робін Вейгерт — роль другого плану
- Тереза Йєнке — роль другого плану
- Гаррі Лі Седдон — роль другого плану

## Знімальна група
- Режисер — Ребекка Міллер
- Оператор — Деклен Квінн
- Продюсери — Джилл Футлік, Воррен Т. Гоз, Стюарт Макмайкл, Бред Пітт, Лемор Сайвен